# Dilophus desistens
Dilophus desistens är en tvåvingeart som beskrevs av Walker 1861. Dilophus desistens ingår i släktet Dilophus och familjen hårmyggor. Inga underarter finns listade i Catalogue of Life.